# Vasárnapi Újság (hetilap, 1834–1848)
Vasárnapi Újság a reformkor legolcsóbb ismeretterjesztő hetilapja volt, amely Kolozsváron jelent meg az Erdélyi Híradó
melléklapjaként 1834-1848 közt.

## A lap kiadói, szerkesztője, tartalma
Az erdélyi kaszinó szorgalmazta a lapalapítást Bölöni Farkas Sándor elgondolása nyomán. Brassai Sámuel szerkesztette ismeretterjesztés és népművelési célzattal. A 12 számot megért 1834-es Garasos Tár szolgált mintául, s főleg az Európa-szerte elterjedt úgynevezett penny-magazinok (széles olvasóközönségnek szánták olcsó pénzért). Közhasznú ismereteket adtak közre a politika, a társadalom, a gazdaság és a tudományok területéről. A külföldi hírek rovatot 1840-ig Kriza János szerkesztette.